# Christine Urspruch

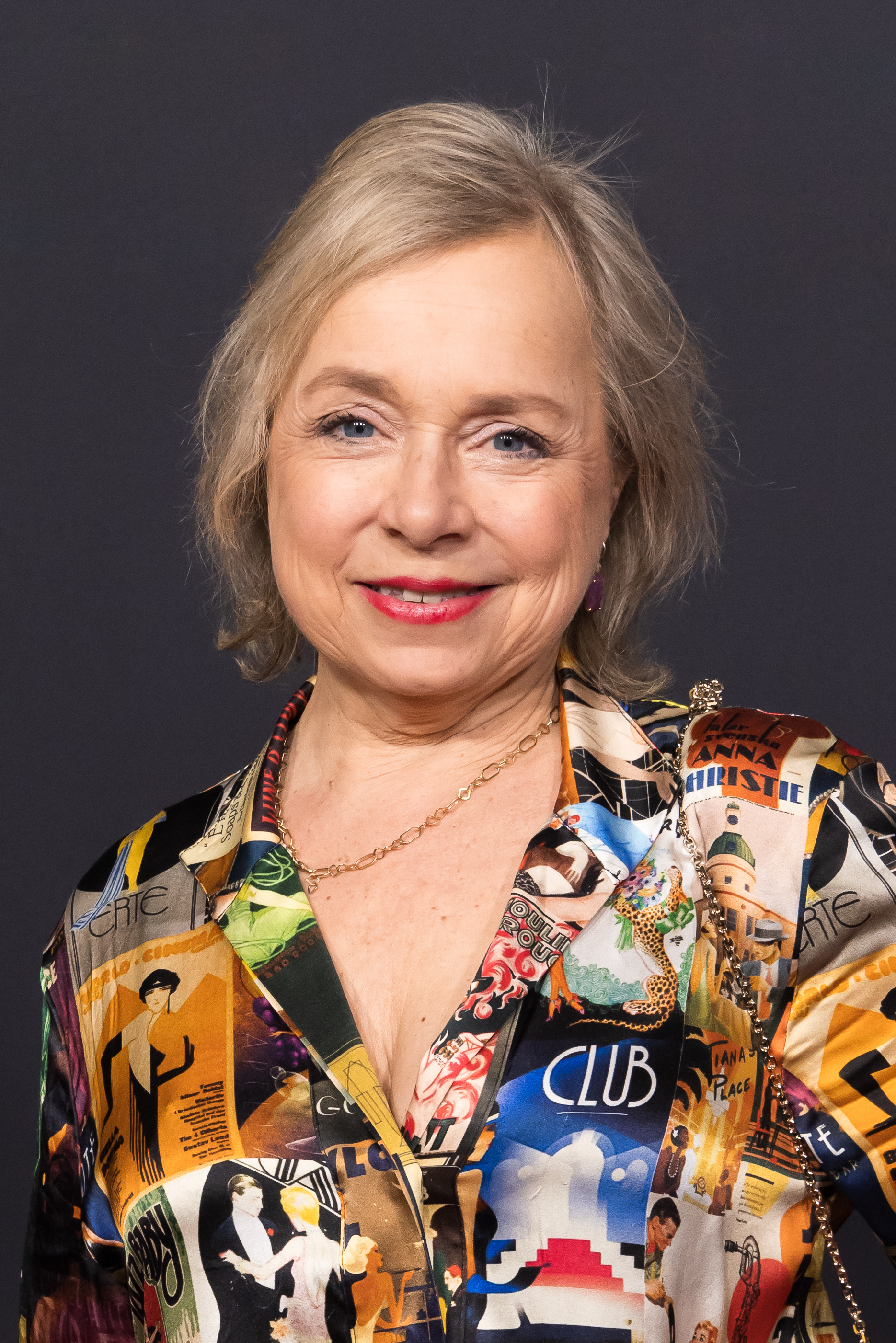
Christine Urspruch (2024)

Christine Urspruch (* 16. September 1970 in Remscheid, in selbstgewählter Schreibung auch ChrisTine Urspruch) ist eine deutsche Schauspielerin und Hörspielsprecherin. Sie ist erfolgreiche Theaterschauspielerin und wurde einem breiten Publikum durch ihre Rollen in den Sams-Filmen und im Münsteraner Tatort bekannt.

## Leben
Christine Urspruch wuchs mit zwei älteren Schwestern auf und besuchte das Röntgen-Gymnasium in Remscheid-Lennep. Nach dem Abitur studierte sie zunächst Deutsch und Englisch auf Lehramt.
Die Schauspielerin bevorzugt die Schreibung „ChrisTine“ für ihren eigenen Vornamen, es sei ein „spielerischer Umgang zwischen klein und groß“. Auffälliges Merkmal ist ihre Kleinwüchsigkeit (Turner-Syndrom); sie ist nur 1,32 m groß.
Am 12. Februar 2017 war Christine Urspruch Mitglied der 16. Bundesversammlung zur Wahl des Bundespräsidenten als Vertreterin des Landtags von Baden-Württemberg für die Partei Bündnis 90/Die Grünen.
Von 2000 bis 2004 war Urspruch mit dem Schauspieler und Autor Frank Dukowski verheiratet. 2007 heiratete sie den Theaterregisseur Tobias Materna (* 1971). Die beiden haben die gemeinsame Tochter Lilo (* 2004). Das Paar hatte sich am Theater Bonn bei einer Inszenierung von Hamlet kennengelernt. Christine Urspruch lebt seit 2014 getrennt. Ihr Schwager ist der ehemalige Trainer der deutschen Rollhockey-Nationalmannschaft Marc Berenbeck. Christine Urspruch lebt in Wangen im Allgäu.

## Karriere

### Theater und Lesungen
Urspruch sammelte erste Schauspielerfahrungen als Mitglied der Theatergruppe „Brot und Spiele“, wonach erste Engagements am Theater Bonn folgten, wo sie unter anderem die „Ophelia“ in William Shakespeares Hamlet spielte. Weitere Bühnenengagements führten sie an die Volksbühne Berlin, an das Staatstheater Wiesbaden, an das Tanztheater Basel, an das Residenztheater München, an das Ensemble Freuynde + Gaesdte (Münster) sowie an das Vorarlberger Landestheater in Bregenz. Sie war festes Ensemblemitglied am Volkstheater Wien, wo sie im September 2012 als „Die kleine Frau“ mit Peter Turrinis Volksstück Der Riese von Steinfeld Premiere hatte.
Seit 2009 tritt Urspruch in Lesungen mit dem Saxophonisten Christian Segmehl auf. In einem lyrisch-musikalischen Bühnenprogramm unter dem Titel „Frauen.Leben.Liebe“ arbeitet sie mit Elisabeth Ebner und Florian Thunemann zusammen. Seit 2022 ist sie mit dem Schlagzeuger Stefan Weinzierl in einer Konzertlesungs-Adaption von Lewis Carolls Alice im Wunderland zu sehen.

### Film, Fernsehen und Hörspiel
Urspruch ist Mitglied im Bundesverband Schauspiel (BFFS). Ihr Filmdebüt gab sie als Sandra im Jahr 1998 in dem Kurzfilm Independent. Von 1999 bis 2001 verkörperte sie in der ProSieben-Actionserie Delta Team – Auftrag geheim! in einer durchgehenden Serienhauptrolle die Rolle der Lilly. Durch die Titelrolle des „Sams“ in den Kinofilmen Das Sams (2001), Sams in Gefahr (2003) und Sams im Glück (2012) erlangte sie größere Bekanntheit. Einem breiten Fernsehpublikum bekannt wurde sie als Rechtsmedizinerin Silke Haller, genannt „Alberich“, in den münsterschen Folgen der ARD-Krimireihe Tatort um Thiel und Boerne, die die Schauspielerin seit 2002 verkörpert. 2008 war Christine Urspruch an der Seite von Dirk Bach in Arend Agthes Märchenadaption Dornröschen nach den Brüder Grimm als Königin Ute zu sehen. Im Oktober 2009 übernahm Urspruch die Gastmoderation der WDR-Fernsehsendung west.art.
Von 2014 bis 2019 spielte sie die Hauptrolle der leitenden Oberärztin Dr. Valerie Klein in der gleichnamigen ZDF-Serie. Im September 2023 wirkte sie in der RTL-Show Die Verräter – Vertraue Niemandem! mit. Im gleichen Monat übernahm sie in der ARD-Reihe Einspruch, Schatz! erstmals die Hauptrolle der couragierten Leipziger Scheidungsanwältin Eva Schatz, die sie seither verkörpert.
Christine Urspruch betätigt sich auch als Hörspielsprecherin. Seit Ende der 1990er-Jahre arbeitet sie kontinuierlich für mehrere Produktionen des Westdeutschen Rundfunk, des Bayerischen Rundfunk und des Südwestrundfunk, darunter Werke von Robert Louis Stevenson, Susanne Krahe und Elfriede Jelinek.

## Filmografie

### Filme
- 1998: Independent (Kurzfilm)
- 2001: Das Sams
- 2003: Sams in Gefahr
- 2005: Wellen
- 2008: Dornröschen
- 2010: Henri 4
- 2011: Als der Weihnachtsmann vom Himmel fiel
- 2012: Sams im Glück
- 2013: Nymphomaniac Volume II
- 2022: Die Mucklas… und wie sie zu Pettersson und Findus kamen
- 2025: Das geheime Stockwerk

### Fernsehserien und -reihen
- 1999: Delta Team – Auftrag geheim! (10 Folgen)
- seit 2002: Tatort (Fernsehreihe) → siehe Episodenliste
- 2005: Siebenstein (Folge 1x200 Die Pups-Zwiebel)
- 2011: SOKO Wismar (Folge 7x12 Die Abrechnung)
- 2011–2020: SOKO Stuttgart (verschiedene Rollen, 3 Folgen)
- 2014–2019: Dr. Klein (62 Folgen)
- 2014: Mord mit Aussicht (Folge 3x10 Lovehotel Traube)
- 2016: Im Knast (Folge 2x01 Ärger im Paradies)
- 2018: Großstadtrevier (Folge 32x05 Der kurze Traum vom langen Glück)
- 2019–2020: Mord mit Ansage – Die Krimi-Impro Show
- 2020: Das Gipfeltreffen – Schubert, Sträter und König retten die Welt (Folge 2x01 Das Gipfeltreffen 9)
- 2022: Die purpurnen Flüsse (Folge 4x04 Das Geheimnis der Lust)
- 2022: Die SAT.1 Comedy Märchenstunde (Folge 2x01 Rotkäppchen & der grüne Wolf)
- 2023: Der Bergdoktor (Folge 16x04 Wer wir sind)
- seit 2023: Einspruch, Schatz! (Fernsehreihe)
  - 2023: Ein Fall von Liebe
  - 2023: Unter Vätern
  - 2025: Überraschungsgäste
  - 2025: Herzenswünsche
  - 2025: Schwesterherz
- 2023: Die Verräter – Vertraue Niemandem! (Reality-Spielshow)

## Hörspiele
Quelle: ARD-Hörspieldatenbank
- 1997: Robert Louis Stevenson: Dr. Jekyll und Mr. Hyde (1. Teil) (Mädchen) – Regie: Annette Kurth (WDR) – EA: 18. Dez. 1997 (Hörspielbearbeitung, Kriminalhörspiel)
- 1997: Robert Louis Stevenson: Dr. Jekyll und Mr. Hyde (2. Teil) (Mädchen) – Regie: Annette Kurth (WDR) – EA: 25. Dez. 1997 (Hörspielbearbeitung, Kriminalhörspiel)
- 1998: Susanne Krahe: Die Fütterung (Schwester 2/Stimme) – Regie: Jörg Schlüter (WDR) – EA: 22. Apr. 1998 (Originalhörspiel)
- 1998: Robert M. Eversz: Einer schießt den Vogel ab (Wendy) – Regie: Annette Kurth (WDR) – EA: 6. Juni 1998 (Originalhörspiel, Kriminalhörspiel)
- 1998: Nadia Malverti: Nonno Cosimo sucht den Weihnachtsmann (4. Teil: Durch die Wüste) (Tata) – Regie: Angeli Backhausen (WDR) – EA: 8. Dez. 1998 (Originalhörspiel, Kinderhörspiel)
- 2002: Antje Rittermann: Das Wippschwein (Kind) – Regie: Axel Pleuser (WDR/BR/NDR/MDR) – EA: 10. Nov. 2002 (Originalhörspiel, Kurzhörspiel, Kinderhörspiel)
- 2007: Elfriede Jelinek: Ulrike Maria Stuart (1. Teil) (Prinz im Tower) – Regie: Leonhard Koppelmann (BR) – EA: 13. Apr. 2007 (Hörspielbearbeitung)
- 2007: Elfriede Jelinek: Ulrike Maria Stuart (2. Teil) (Prinz im Tower) – Regie: Leonhard Koppelmann (BR) – EA: 22. Apr. 2007 (Hörspielbearbeitung)
- 2007: Elfriede Jelinek: Ulrike Maria Stuart (3. Teil) (Prinz im Tower) – Regie: Leonhard Koppelmann (BR) – EA: 27. Apr. 2007 (Hörspielbearbeitung)
- 2013: E. M. Cioran: Vom Nachteil, geboren zu sein – Regie: Kai Grehn (SWR) – EA: 28. Nov. 2013 (Hörspielbearbeitung)
- 2017: Elfriede Jelinek: Das Licht im Kasten (Sprecherin) – Regie: Karl Bruckmaier (BR) – EA: 1. Sep. 2017 (Hörspielbearbeitung)
- 2020: Edgar Linscheid, Stuart Kummer: Caiman Crap (1. Teil: Some Weird Sin) (ChrisTine) – Regie: Stuart Kummer (WDR) – EA: 7. Juni 2020 (Hörspielbearbeitung)
- 2023: Lewis Carroll: Alice im Wunderland – Buchfunk Verlag Leipzig

## Auszeichnungen
- 2012: Der weiße Elefant – Kindermedienpreis für Sams im Glück[17]
- 2013: Medienpreis BOBBY der Bundesvereinigung Lebenshilfe e. V.[18]
- 2019: Bücherfreundin 2019[19]
- 2021: Verdienstorden des Landes Baden-Württemberg[20]